# ۱۰۳۵ (خورشیدی)
۱۰۳۵ هزار و سی و پنجمین سال هجری خورشیدی است.